# Kerlingarfjall
Kerlingarfjall är ett berg i republiken Island. Det ligger i regionen Västlandet, 100 km nordväst om huvudstaden Reykjavík. Toppen på Kerlingarfjall är 585 meter över havet. Kerlingarfjall ingår i Ljósufjöll.
Trakten runt Kerlingarfjall är nära nog obefolkad, med mindre än två invånare per kvadratkilometer. Närmaste större samhälle är Stykkishólmur, omkring 14 kilometer norr om Kerlingarfjall. Trakten runt Kerlingarfjall består i huvudsak av gräsmarker.